# 成田瑛基
成田 瑛基（なりた えいき、1989年〈平成元年〉8月10日 - ）は、神奈川県出身の俳優。身長187cm、体重72kg。アパッチ所属。

## 出演作品

### 映画
- パッチギ! LOVE&PEACE（2007年）※デビュー作[1]
- ハゲタカ（2009年）
- 誘拐ラプソディー（2010年）
- 家族X（2011年）
- カイジ2 人生奪回ゲーム（2011年）
- 莫逆家族 -バクギャクファミーリア-（2012年）
- ジョーカーゲーム 脱出（2013年）
- クローズEXPLODE（2014年）
- ズタボロ（2015年） - オニ 役
- さらば あぶない刑事（2016年）
- セトウツミ（2016年） - 鳴山 役
- 関ケ原（2017年） - 李烈 役
- デメキン（2017年） - 庄野崎源太 役
- アイネクライネナハトムジーク（2019年） - ウィンストン小野 役
- るろうに剣心 最終章 The Final（2021年4月23日） - 八ツ目無名異 役
- 罪と悪（2024年）[3]

### テレビドラマ
- 大河ドラマ（NHK）
  - 龍馬伝（2010年）
  - 青天を衝け（2021年） - 大沢源次郎 役
  - 鎌倉殿の13人（2022年） - 比企時員 役
- 再会（2012年）
- 相棒（テレビ朝日）
  - （2013年） - 野島漣斗 役
  - （2020年） - 須藤龍男 役
  - （2022年） - 山村拓也 役
- 全身編集長〜文豪から学ぶオトコの生き方〜（2013年）
- 最強のふたり〜京都府警 特別捜査班〜 第2話（2015年） - 音羽慶介 役
- ドクターカー 第6話（2016年） - 黒岩太一 役
- 子連れ信兵衛2（2016年） - 伊代吉
- コード・ブルー -ドクターヘリ緊急救命-（2017年） - 両角孝平
- ルパンの娘（2019年7月、3話） - 鬼塚翔平 役
- 刑事7人 SEASON9 第3話「疑惑」（2023年） - 宮本良和 役

### 舞台
- 大江戸に降る雪（2013年）
- 東京梨畑〜炎のアルゼンチンタンゴ〜（2013年）
- underground lovesong（2014年）

### CM
- ジョージア（2011年）
- 日清食品・カップヌードル（2013年） - 就活生 役

### DVD
- ヒロミくん!全国総番長への道（2010年）
- 極道 龍二（2011年）

### WEB
- 妖精おじさんを見た!